# Conferința de la Moscova (1942)
A doua conferință de la Moscova a celor trei mari Aliați din cel de-al doilea război mondial a avut loc în perioada 12 – 17 august 1942.
Winston Churchill, prim-ministrul Regatul Unit, Averell Harriman, reprezentant al Misiunii Speciale a Președintelui SUA și Iosif Vissarionovici Stalin, premierul sovietic, au făcut planuri pentru declanșarea campaniei din Africa de nord și au discutat despre posibilitatea deschiderii celui de-al doilea front în nordul Franței.